# Conon (kráter)

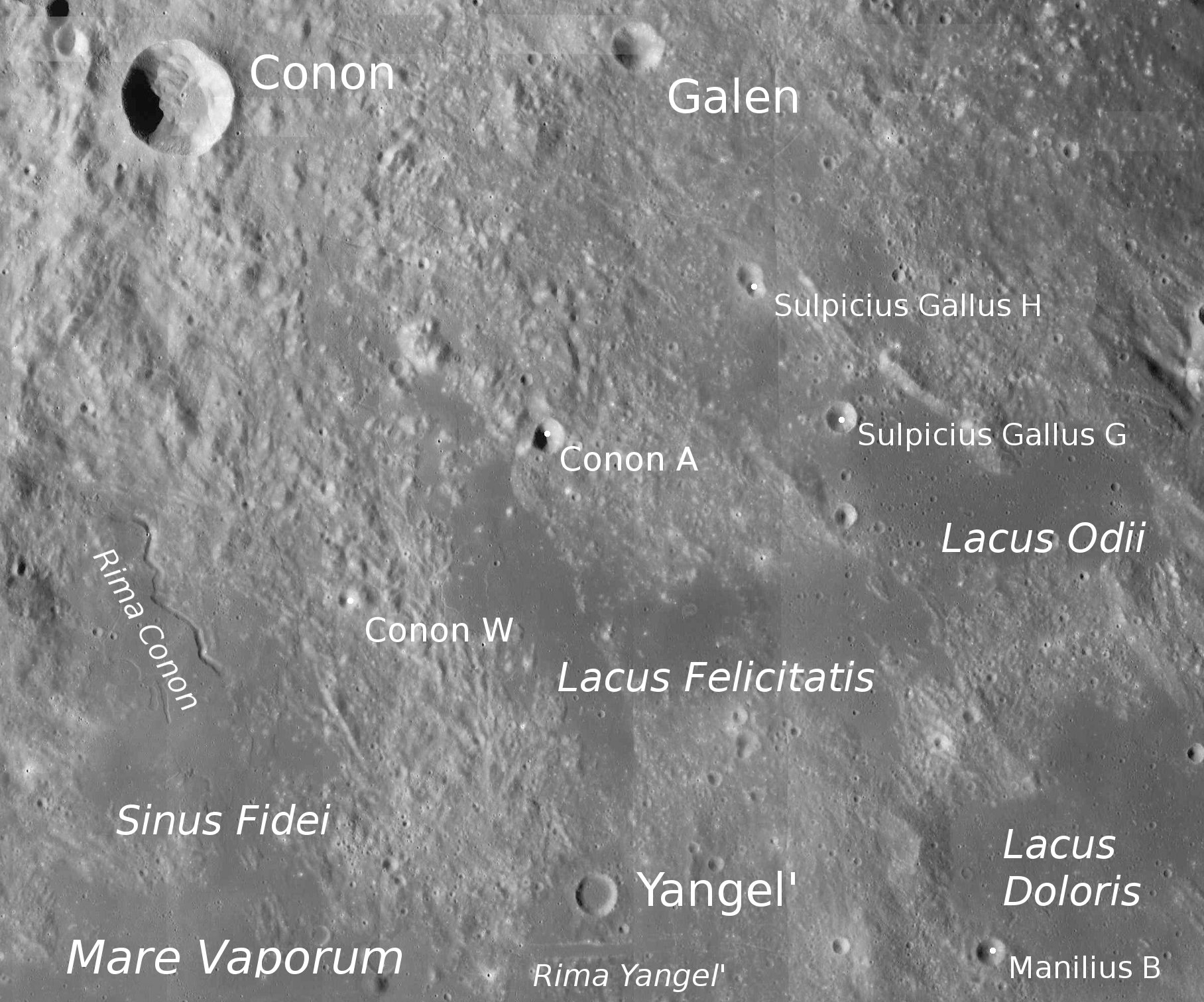
Kráter Conon a okolí.

Conon je lunární impaktní kráter nacházející se na východním úpatí pohoří Montes Apenninus (Apeniny) poblíž nultého poledníku na přivrácené straně Měsíce. Má průměr 22 km a postrádá centrální vrcholek.
Západně od něj se nachází masiv Mons Bradley, východně kráter Galen, severovýchodně kráter Aratus. Jižně se vine v Zálivu důvěry (Sinus Fidei) měsíční brázda Rima Conon.

## Název
Pojmenován je podle řeckého matematika a astronoma Konóna ze Samu, přítele Archiméda.

## Satelitní krátery
V okolí kráteru se nachází několik dalších kráterů. Ty byly označeny podle zavedených zvyklostí jménem hlavního kráteru a velkým písmenem abecedy.
| Conon | Sel. šířka | Sel. délka | Průměr |
| ----- | ---------- | ---------- | ------ |
| A     | 19.7° S    | 4.5° V     | 7 km   |
| W     | 18.7° S    | 3.0° V     | 4 km   |
| Y     | 22.3° S    | 1.9° V     | 4 km   |